# بيت الدمى (قصة قصيرة)
بيت الدمى هي قصة قصيرة من عام 1922 كتبتها كاثرين مانسفيلد ونُشرت لأول مرة في صحيفة The Nation and Atheneum في 4 فبراير 1922، وظهرت لاحقًا في مجموعة The Doves’ Nest and Other Stories. وقد استخدمت مانسفيلد عنوانًا بديلًا في طبعات أخرى، مثل العنوان التالي At Karori.

## ملخص
ملاحظة من المحرر: العناصر أدناه ليست افكارًا؛ ولكن هي ملخص للحبكة وتحليل بدائي (التي عادةً ما تكون محل انتقاد). فإن كلاهما يشتركان في نفس الفكرة: التسلسل الهرمي الاجتماعي. .
1. تُصوَّر المدرسة على أنها وعاء تجتمع فيه جميع الطبقات الاجتماعية، بينما تُصوَّر عائلة كيلفي على أنها أدنى الطبقات الاجتماعية، مما لا يشجع الأطفال الآخرون على التحدث معهم؛ فهم منبوذون. وتعتبر عائلة بورنيل (الذين هم كيزيا وإيزابيل ولوتي) واحدة من العائلات ذات الطبقة العليا. ويعد أيضًا الاختلاف بين الطبقات الاجتماعية موضوعًا رئيسيًا لهذه القصة القصيرة.
2. تعلق مؤلفة كتاب «بيت الدمى» على مدى صعوبة رفع الطبقة الاجتماعية للفرد، فإن عادة ما تكون الطبقة التي يولد فيها الشخص هي الطبقة التي سوف يقضي فيها بقية حياته. وإنه صعب تغيير مستقبلهم للأفضل لأن الآخرين يركزون بشدة على ماضي والديهم. لذلك لا يمكن تقبل أطفال كيلفي من قبل الأطفال الآخرين في المدرسة والعائلات الأخرى بسبب الحالة الاجتماعية لوالديهم.
3. تُصوِر مانسفيلد كيف يسمم الآباء أطفالهم بمعتقداتهم الخاطئة التي تُنشئ التفرقات بين مختلف الطبقات الاجتماعية عند الأطفال، بينما يجب أن يكونوا معًا كأصدقاء.
4. إن الأطفال لا يدركون العالم من حولهم، وما زالوا يتعلمون من آبائهم.
5. يعد المصباح في القصة رمزًا للأمل.

## روابط خارجية
- النص الكامل في lamaquinadeltiempo.com